# Light My Fire (album)
Pour l’article homonyme, voir Light My Fire.
Albums de Eliane Elias
Eliane Elias Plays Live
(2009) I Thought About You
(2013)
Light My Fire est un album studio de la chanteuse de jazz Eliane Elias sorti en 2011.

## Liste des morceaux
1. Rosa Morena (Dorival Caymmi) (4:17)
2. Stay Cool (Eliane Elias, Kenny Dorham) (4:02)
3. Aquele Abraço (Gilberto Gil) (5:18)
4. Light My Fire (Jim Morrison, John Densmore, Ray Manzarek, Robbie Krieger) (5:38)
5. Isto Aqui O Que E (Silver Sandal) (Ary Barroso) (4:00)
6. My Chérie Amour (Henry Cosby, Stevie Wonder, Sylvia Moy) (4:30)
7. Toda Menina Baiana (Gilberto Gil) (4:22)
8. Bananeira (Gilberto Gil, João Donato) (3:27)
9. Made in Moonlight (Eliane Elias) (5:12)
10. Turn To Me (Samba Maracatú) ( Eliane Elias, Gonzaguinha) (3:39)
11. Take Five (Paul Desmond) (5:12)
12. What About the Heart (Bate Bate) (Eliane Elias) (4:46)

## Musiciens
- Eliane Elias – piano, voix, arrangements
- Randy Brecker – trompette, bugle
- Lawrence Feldman – flute
- Oscar Castro-Neves – guitare acoustique
- Romero Lubambo – guitare acoustique
- Ross Traut – guitare électrique
- Marc Johnson – guitare basse
- Rafael Barata – batterie, percussions
- Paulo Braga – batterie, percussions
- Pedrito Martinez – congas
- Marivaldo Dos Santos – percussions
- Amanda Brecker – voix
- Gilberto Gil – voix